# Viktor Schütze

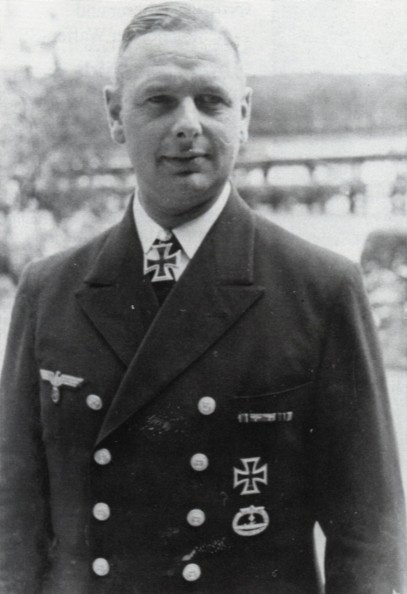
Viktor Schütze

Viktor Schütze (* 16. Februar 1906 in Kiel; † 23. September 1950 in Frankfurt am Main) war ein deutscher Marineoffizier, zuletzt Kapitän zur See der Kriegsmarine im Zweiten Weltkrieg. Mit der Versenkung von 180.093 BRT zählte Schütze zu den fünf erfolgreichsten U-Boot-Kommandanten des Zweiten Weltkrieges.

## Leben

### Ausbildung
Schütze trat am 1. April 1925 in die Reichsmarine (Crew 1925) ein und absolvierte seine infanteristische Grundausbildung in der 8. Kompanie der II. Abteilung der Schiffsstammdivision der Ostsee in Stralsund. Seine Bordausbildung erfolgte auf dem Segelschulschiff Niobe und dem Kleinen Kreuzer Hamburg, einschließlich einer am 26. März 1927 beendeten Weltreise über 31.436 sm. Es folgten der Hauptlehrgang für Fähnriche an der Marineschule Mürwik sowie zwei Navigationsbelehrungsfahrten auf dem Tender Nordsee und dem Vermessungsschiff Meteor. Von April 1928 bis Februar 1929 nahm Schütze an diversen Lehrgängen teil. Vom 4. Februar bis 27. September 1929 beendete er seine praktische Bordausbildung auf dem Linienschiff Hessen.

### Weitere Verwendung
Beförderungen
- Seekadett am 16. November 1925
- Fähnrich zur See am 1. April 1927
- Oberfähnrich zur See am 1. Juni 1928
- Leutnant zur See am 1. Oktober 1929
- Oberleutnant zur See am 1. Juli 1931
- Kapitänleutnant am 1. Oktober 1935
- Korvettenkapitän am 1. Februar 1940
- Fregattenkapitän am 1. März 1943
- Kapitän zur See am 1. März 1944

Feindfahrten U 25
- 18. Oktober bis 13. November 1939
(1 Schiff mit 5.874 BRT versenkt)
- 13. Januar bis 19. Februar 1940
(6 Schiffe mit 27.355 BRT versenkt)
- 3. April bis 6. Mai 1940

Feindfahrten U 103
- 21. September bis 19. Oktober 1940
(5 Schiffe mit 20.279 BRT versenkt)
- 9. November bis 12. Dezember 1940
(7 Schiffe mit 38.465 BRT versenkt)
- 21. Januar bis 24. Februar 1941
(3 Schiffe mit 22.948 BRT versenkt)
- 1. April bis 12. Juli 1941
(13 Schiffe mit 65.172 BRT versenkt)

Danach diente Schütze bis zum 22. September 1930 als III. Wachoffizier auf dem Torpedoboot T 155 bei der 1. Torpedobootshalbflottille. Es folgte, unterbrochen von zwei Lehrgängen, Dienst bis zum 25. September 1932 als Kompanieoffizier in der 3. (Flak)-Kompanie der I. Marineartillerieabteilung. Am 26. September 1932 wurde Schütze als II. Wachoffizier auf das Torpedoboot G-10 versetzt. Im Anschluss hieran diente er vom 28. September bis zum 11. November 1934 als Adjutant erneut auf der Hessen sowie danach bis Ende September 1935 auf dem Panzerschiff Admiral Scheer.
Nach einem Lehrgang für Signaloffiziere wechselte Schütze am 1. Oktober 1935, bei gleichzeitiger Beförderung zum Kapitänleutnant, zur U-Boot-Waffe, wo er bis zum 20. Dezember 1935 an der U-Boot-Schule seine Spezialausbildung erhielt. Vom 21. Dezember 1935 bis zum 1. Oktober 1937 war er Kommandant des Schulboots U 19. Vom 2. Oktober 1937 bis zum 22. Juni 1938 diente Schütze bei der Ausbildungsabteilung der 3. Zerstörerdivision. Am 23. Juni 1938 erfolgte seine Kommandierung auf den Zerstörer Erich Steinbrink, auf dem er bis zum 12. August 1938 blieb. Danach kehrte Schütze zur U-Boot-Waffe zurück und wurde am 13. August 1938 Kommandant von U 11 an der U-Boot-Schule. Diese Dienststellung hatte er bis zum 4. September 1939 inne.

### Zweiter Weltkrieg
Am 5. September 1939 wurde Schütze zum Kommandanten von U 25 ernannt, welches er auf drei sog. Feindfahrten bis zum 19. Mai 1940 führte. Dabei versenkte er sieben Schiffe mit insgesamt 33.229 BRT. Am 20. Mai 1940 gab Schütze das Kommando an Kapitänleutnant Heinz Beduhn ab und wurde zur Baubelehrung für das im Bau befindliche U 103 abkommandiert. Am 5. Juli 1940 stellte er das Boot als Kommandant in Dienst. Er befehligte das Boot auf vier Feindfahrten, auf denen 28 Schiffe mit zusammen 146.864 BRT versenkt wurden. Ferner beschädigte er zwei weitere Schiffe mit 14.213 BRT. Hierfür wurde ihm am 11. Dezember 1940 das Ritterkreuz des Eisernen Kreuzes sowie am 14. Juli 1941 das Eichenlaub verliehen. Am 15. Juli 1941 gab Schütze das Kommando von U 103 an Korvettenkapitän Werner Winter ab.
Am 13. August 1941 wurde Schütze zum Flottillenchef der 2. U-Flottille in Lorient ernannt. Am 7. Februar 1943 wurde er zum Führer der U-Bootsausbildungsflottillen (FdU-Ausb.) in Gotenhafen ernannt. Diese Stellung hatte er bis kurz vor Kriegsende. Noch in den letzten Kriegstagen wurde er zum Marine-Bereichskommandant Flensburg-Kappeln ernannt. Am 8. Mai 1945 kam er in Kriegsgefangenschaft, aus der er im März 1946 entlassen wurde.

## Auszeichnungen
- Spanisches Marineverdienstkreuz in Weiß am 21. August 1939
- Eisernes Kreuz (1939) II. und I. Klasse am 13. November 1939 bzw. am 21. Februar 1940
- Nennung im Wehrmachtbericht am 4. und 10. Dezember 1940, 27. Mai 1941, 13. Juli 1941
- Italienisches Kriegskreuz mit Schwertern am 1. November 1941
- Ritterkreuz des Eisernen Kreuzes mit Eichenlaub
  - Ritterkreuz am 11. Dezember 1940
  - Eichenlaub am 14. Juli 1941 (23. Verleihung)